# حسين باشا آل رضوان
حسين بن حسن بن أحمد بن رضوان بن مصطفى بن عبد المعين باشا آل رضوان هو آخر آل رضوان المشهورين. ولى في إمارة أبيه إمارة نابلس كما ولى إمارة الحج الشامي عام 1053 هـ / 1643 م، ولما توفي ولده إبراهيم في حياته سنة إحدى وسبعين وألف أثناء حملة أحمد باشا الكوبريللي على المعنيين و‌الشهابيين فعاد هو إلى حكومة غزة، وكان على علاقات حسنة بالجاليات الأجنبية في بلاد الشام، ولا سيما الفرنسية. قبض عليه بسبب عدة وشايات منها عدم عنايته بحملة الحج الشامي، وتقربه إلى الفرنجة وغيرها من الإشاعات، فقتل في سجنه عام 1073هـ/1663م، وانتقلت إمارة غزة من بعده إلى أخيه موسى باشا.

## المصدر
- اتحاف الأعزة في تاريخ غزة